# Khutzeymateen (fiordo)

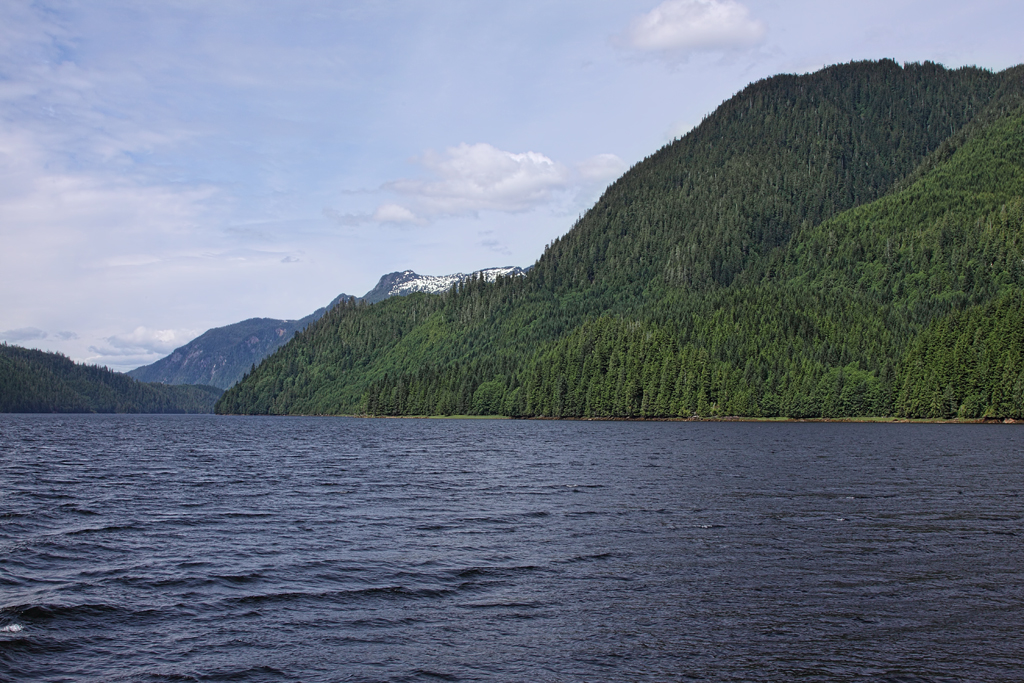
Khutzeymateen, 2011

El fiordo Khutzeymateen (del inglés: Khutzeymateen Inlet) es un entrante o fiordo del océano Pacífico en la costa de Canadá. Es uno de los menos importantes  de la Columbia Británica, pero es importante al formar parte del primer área protegida canadiense para preservar los grizzlys y su hábitat mediante el Santuario de Osos Grizzly de Khutzeymateen. También llamado K’tzim-a-Deen en la lengua tsimshiana de los Gits'iis, la entrada y los alrededores del parque-santuario están entre las bocas de los ríos Skeena y Nass, el Khutzeymateen es el siguiente fiordo al norte desde el fiordo de Work, que es el lado norte de la península Tsimpseana del "Gran Prince Rupert". La boca del fiordo se abre como entrada del fiordo de Portland, el paso de Steamer, que desemboca cerca de la isla de Sommerville. La comunidad más cercana es Port Simpson.
El fiordo es alimentado por el rio Khutzeymateen. Más de 50 grizzlies suelen frecuentar el río y las orillas del fiordo. Además la fauna del fiordo incluye alces, pájaros costeros, aves acuáticas, orcas, ballenas jorobadas y más.